# Израиль на зимних Олимпийских играх 2018
Израиль на зимних Олимпийских играх 2018 года был представлен 10 спортсменами в 3 видах спорта. Это самая большая израильская сборная за всю историю участия страны в зимних Играх. Впервые Израиль был представлен в скелетоне. На церемонии открытия Игр право нести национальный флаг было доверено серебряному призёру чемпионата Европы 2016 года фигуристу Алексею Быченко, а на церемонии закрытия флаг нёс горнолыжник Итамар Биран, выступавший на Играх в слаломных дисциплинах. По итогам соревнований сборная Израиля, принимавшая участие в своих седьмых зимних Олимпийских играх, вновь осталась без медалей.

## Состав сборной
В заявку сборной Израиля для участия в Играх 2018 года вошли 10 спортсменов (7 мужчин и 3 женщины), которые выступят в 4 олимпийских дисциплинах.
 Горнолыжный спорт
1. Итамар Биран

 Скелетон
1. Адам Эдельман

 Фигурное катание
1. Алексей Быченко
2. Рональд Зильберберг
3. Евгений Краснопольский
4. Даниэль Самохин
5. Эйми Бьюкенен
6. Пейдж Коннерс
7. Адель Танкова

 Шорт-трек
1. Владислав Быканов

## Результаты соревнований

### Бобслей

#### Скелетон
Квалификация спортсменов для участия в Олимпийских играх осуществлялась на основании рейтинга IBSF (англ. IBSF Ranking) по состоянию на 14 января 2018 года. По его результатам сборная Израиля не смогла завоевать олимпийских лицензий, однако спустя несколько дней получила её, в результате перераспределения освободившейся лицензии швейцарской сборной. Израиль впервые примет участие в соревновании скелетонистов.
Мужчины
| Соревнование | Спортсмены    | 1 заезд   | 1 заезд | 2 заезд   | 2 заезд | 3 заезд   | 3 заезд | 4 заезд              | 4 заезд              | Итоговый результат | Итоговое место | Отставание |
| Соревнование | Спортсмены    | Результат | Место   | Результат | Место   | Результат | Место   | Результат            | Место                | Итоговый результат | Итоговое место | Отставание |
| ------------ | ------------- | --------- | ------- | --------- | ------- | --------- | ------- | -------------------- | -------------------- | ------------------ | -------------- | ---------- |
| мужчины      | Адам Эдельман | 52,48     | 28      | 52,43     | 28      | 52,35     | 28      | завершил выступление | завершил выступление | 2:37,26            | 28             | —          |

### Коньковые виды спорта

#### Фигурное катание
Большинство олимпийских лицензий на Игры 2018 года были распределены по результатам выступления спортсменов в рамках чемпионата мира 2017 года. По его итогам сборная Израиля смогла завоевать одну лицензию в танцах на льду и сразу две в мужском одиночном катании, что стало возможным благодаря десятому месту Алексея Быченко. Для получения недостающих олимпийских квот необходимо было успешно выступить на турнире Nebelhorn Trophy, где нужно было попасть в число 4-6 сильнейших в зависимости от дисциплины. По итогам трёх дней соревнований израильским спортсменам удалось завоевать лицензию в парном катании. Её принесли Пейдж Коннерс и Евгений Краснопольский, занявшие на турнире восьмое место, но получившие квоту благодаря тому, что в итоговом протоколе выше расположились пары из стран, которые ранее уже получили лицензии. Также сборная Израиля получила право выступить в командных соревнованиях, при этом дополнительное место, выделенное для израильской фигуристки нельзя будет использовать в личных соревнованиях.
Завоевавшие для Израиля квоту в танцах на льду Изабелла Тобиас и Илья Ткаченко не примут участия в Олимпиаде, так как Ткаченко отказано в получении израильского гражданства. Вместо них выступят Адель Танкова и Рональд Зильберберг.
| Соревнование              | Спортсмены                             | Короткая программа | Короткая программа | Произвольная программа | Произвольная программа | Всего        | Всего |
| Соревнование              | Спортсмены                             | Сумма баллов       | Место              | Сумма баллов           | Место                  | Сумма баллов | Место |
| ------------------------- | -------------------------------------- | ------------------ | ------------------ | ---------------------- | ---------------------- | ------------ | ----- |
| мужское одиночное катание | Алексей Быченко                        |                    |                    |                        |                        |              |       |
| мужское одиночное катание | Даниэль Самохин                        |                    |                    |                        |                        |              |       |
| парное катание            | Пейдж Коннерс / Евгений Краснопольский | 60,35              | 19                 | Завершили выступление  | Завершили выступление  | 60,35        | 19    |
| танцы на льду             | Адель Танкова / Рональд Зильберберг    |                    |                    |                        |                        |              |       |

Командные соревнования
| Соревнование           | Спортсмены                                                                                           | Короткая программа      | Короткая программа | Короткая программа     | Короткая программа | Произвольная программа | Произвольная программа | Произвольная программа | Произвольная программа | Всего     | Всего |
| Соревнование           | Спортсмены                                                                                           | Мужчины                 | Женщины            | Пары                   | Танцы              | Мужчины                | Женщины                | Пары                   | Танцы                  | Результат | Место |
| ---------------------- | --- | ----------------------- | ------------------ | ---------------------- | ------------------ | ---------------------- | ---------------------- | ---------------------- | ---------------------- | --------- | ----- |
| командные соревнования | Алексей Быченко Эйми Бьюкенен Пейдж Коннерс/Евгений Краснопольский Адель Танкова/Рональд Зильберберг | 88,49 2-е место 9 очков | -е место очков     | 54,47 9-е место 2 очка | -е место очков     | -е место очков         | -е место очков         | -е место очков         | -е место очков         |           |       |

#### Шорт-трек
Квалификация на зимние Олимпийские игры в шорт-треке проходила по результатам четырёх этапов Кубка мира 2017/2018. По итогам этих турниров был сформирован олимпийский квалификационный лист, согласно которому израильская сборная получила право заявить для участия в Играх одного мужчину.
Мужчины
| Соревнование | Спортсмены        | Отборочный раунд | Отборочный раунд | Отборочный раунд | Четвертьфинал        | Четвертьфинал        | Четвертьфинал        | Полуфинал            | Полуфинал            | Полуфинал            | Финал                | Финал                | Итоговое место |
| Соревнование | Спортсмены        | Забег            | Результат        | Место            | Забег                | Результат            | Место                | Забег                | Результат            | Место                | Результат            | Место                | Итоговое место |
| ------------ | ----------------- | ---------------- | ---------------- | ---------------- | -------------------- | -------------------- | -------------------- | -------------------- | -------------------- | -------------------- | -------------------- | -------------------- | -------------- |
| 500 метров   | Владислав Быканов | 2                | 47,177           | 4                | завершил выступление | завершил выступление | завершил выступление | завершил выступление | завершил выступление | завершил выступление | завершил выступление | завершил выступление | 26             |
| 1000 метров  | Владислав Быканов | 7                | PEN              | —                | завершил выступление | завершил выступление | завершил выступление | завершил выступление | завершил выступление | завершил выступление | завершил выступление | завершил выступление | —              |
| 1500 метров  | Владислав Быканов | 3                | PEN              | —                | Не проводится        | Не проводится        | Не проводится        | завершил выступление | завершил выступление | завершил выступление | завершил выступление | завершил выступление | —              |

### Лыжные виды спорта

#### Горнолыжный спорт
Квалификация спортсменов для участия в Олимпийских играх осуществлялась на основании специального квалификационного рейтинга FIS по состоянию на 21 января 2018 года. При этом НОК для участия в Олимпийских играх мог выбрать только того спортсмена, который вошёл в топ-500 олимпийского рейтинга в своей дисциплине, и при этом имел определённое количество очков, согласно квалификационной таблице. Страны, не имеющие участников в числе 500 сильнейших спортсменов, могли претендовать только на квоты категории «B» в технических дисциплинах. По итогам квалификационного отбора сборная Израиля завоевала одну олимпийскую лицензию категории «A».
Мужчины
| Соревнование      | Спортсмены   | Скоростной спуск/ 1 спуск | Скоростной спуск/ 1 спуск | Слалом/ 2 спуск | Слалом/ 2 спуск | Всего   | Место | Отставание |
| Соревнование      | Спортсмены   | Время                     | Место                     | Время           | Место           | Всего   | Место | Отставание |
| ----------------- | ------------ | ------------------------- | ------------------------- | --------------- | --------------- | ------- | ----- | ---------- |
| слалом            | Итамар Биран | DNF                       | DNF                       | —               | —               | —       | —     | —          |
| гигантский слалом | Итамар Биран | 1:17,52                   | 58                        | 1:16,19         | 45              | 2:33,71 | 49    | +15,67     |